# Keisuke Saka
Keisuke Saka (坂圭祐?, Saka Keisuke; Mie, 7 maggio 1995) è un calciatore giapponese, difensore del Gamba Osaka.

## Caratteristiche tecniche
È un difensore centrale.

## Statistiche

### Presenze e reti nei club
Statistiche aggiornate al 3 dicembre 2023.
| Stagione               | Club                   | Campionato             | Campionato | Campionato | Coppe nazionali | Coppe nazionali | Coppe nazionali | Coppe continentali | Coppe continentali | Coppe continentali | Altre coppe | Altre coppe | Altre coppe | Totale | Totale |
| Stagione               | Club                   | Comp                   | Pres       | Reti       | Comp            | Pres            | Reti            | Comp               | Pres               | Reti               | Comp        | Pres        | Reti        | Pres   | Reti   |
| ---------------------- | ---------------------- | ---------------------- | ---------- | ---------- | --------------- | --------------- | --------------- | ------------------ | ------------------ | ------------------ | ----------- | ----------- | ----------- | ------ | ------ |
| 2018                   | Shonan Bellmare        | J1                     | 25         | 1          | CG+CdL          | 2+11            | 0+1             | -                  | -                  | -                  | -           | -           | -           | 38     | 2      |
| 2019                   | Shonan Bellmare        | J1                     | 21+1       | 1+0        | CG+CdL          | 0+1             | 0               | -                  | -                  | -                  | -           | -           | -           | 23     | 1      |
| 2020                   | Shonan Bellmare        | J1                     | 19         | 1          | CdL             | 1               | 0               | -                  | -                  | -                  | -           | -           | -           | 20     | 1      |
| Totale Shonan Bellmare | Totale Shonan Bellmare | Totale Shonan Bellmare | 66         | 3          |                 | 15              | 1               |                    | -                  | -                  |             | -           | -           | 81     | 4      |
| 2021                   | Oita Trinita           | J1                     | 18         | 0          | CG+CdL          | 1+2             | 0               | -                  | -                  | -                  | -           | -           | -           | 21     | 0      |
| 2022                   | Oita Trinita           | J2                     | 19         | 0          | CG+CdL          | 2+5             | 0               | -                  | -                  | -                  | -           | -           | -           | 26     | 0      |
| 2023                   | Oita Trinita           | J2                     | 2          | 0          | CG              | 0               | 0               | -                  | -                  | -                  | -           | -           | -           | 2      | 0      |
| Totale Oita Trinita    | Totale Oita Trinita    | Totale Oita Trinita    | 39         | 0          |                 | 10              | 0               |                    | -                  | -                  |             | -           | -           | 49     | 0      |
| 2024                   | Gamba Osaka            | J1                     | 0          | 0          | CG+CdL          | 0               | 0               | -                  | -                  | -                  | -           | -           | -           | 0      | 0      |
| Totale carriera        | Totale carriera        | Totale carriera        | 105        | 3          |                 | 25              | 1               |                    | -                  | -                  |             | -           | -           | 130    | 4      |

## Palmarès

### Club

#### Competizioni nazionali
- Coppa J. League: 1

Shonan Bellmare: 2018

### Nazionale
- Universiade: 1

2017